# Khướu lùn đuôi đỏ
Khướu lùn đuôi đỏ, tên khoa học Minla ignotincta, là một loài chim thuộc Họ Kim oanh.. Một số tác giả xem chi Minla là chi đơn loài. Giống như hai loài khác được đặt trong Minla, nó có lẽ thuộc một nhóm gồm các chi khác như Actinodura, Heterophasia và Liocichla.
Khướu lùn đuôi đỏ được tìm thấy ở tiểu lục địa Ấn Độ và Đông Nam Á. Phạm vi của nó bao gồm Bangladesh, Bhutan, Ấn Độ, Lào, Myanma, Nepal, Thái Lan và Việt Nam. Môi trường sinh sống tự nhiên của nó là rừng núi cao ẩm nhiệt đới hoặc cận nhiệt đới.